# Nissolia wislizeni
Nissolia wislizeni är en ärtväxtart som beskrevs av Asa Gray. Nissolia wislizeni ingår i släktet Nissolia och familjen ärtväxter. Inga underarter finns listade i Catalogue of Life.